# The Fool on the Hill
The Fool on the Hill (Lennon/McCartney) är en låt av The Beatles från 1967.

## Låten och inspelningen
Paul McCartney skrev denna psykedeliska låt i mars 1967 och hade testspelat den för John Lennon medan de båda jobbade med With a Little Help From My Friends. Man spelade in den 25 – 27 september samt 20 oktober 1967 och jämte gruppen medverkade tre flöjtister. Resultatet blev en enkel och traditionell sång med ett väldigt vackert arrangemang. Enligt tidens anda kan McCartney ha inspirerats till texten av Dåren i en tarotkortlek. Texten har ett världsfrånvänt inslag som givetvis också kan vara ett resultat av droginfluenser. Låten kom med på den dubbla EP:n/LP:n Magical Mystery Tour, som utgavs i USA som LP 27 november 1967 och i England som en dubbel-EP 8 december 1967. 